# Хіміотраси

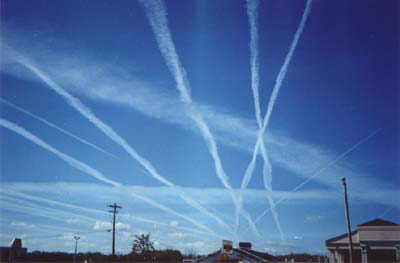
Безліч незникаючих конденсаційних слідів. Подібні сліди і називають «хіміотрасами».

Хіміотраси, хімтрейли (англ. chemtrails) — конспірологічна псевдонаукова теорія про таємне розпилення з пасажирських літаків певних хімічних речовин. Такі літаки начебто можна впізнати за незвичайними конденсаційним слідами, які довго не розсіюються. Вплив речовин описується по-різному: отруєння людей, заспокоєння населення, зменшення народжуваності, керування погодою та кліматом.
Теорія зародилася в 1996 році в США і відтоді здобула прихильників по всьому світу. В її основі лежать дослідження поширення хімічних і біологічних агентів, які проводилися в США та Британії в 1950-1960-х роках, коли з літаків розпилювалися речовини-імітатори.
Наукове пояснення «хіміотрас» полягає в тому, що це звичайні конденсаційні сліди, розташовані в насичених водяною парою шарах повітря. З цієї причини вони довго не розсіюються і привертають увагу спостерігачів на землі.

## Легенди
Хіміотраси описуються як білі, схожі на довгі хмари, сліди, що лишаються за літаками. На відміну від інверсійних слідів, вони довго не розсіюються та перетинаються між собою, утворюючи «перехрестя» чи «сітки».
Найпоширеніша конспірологічна версія стверджує, що хіміотраси складаються з певної отруйної речовини, яка розпилюється з літаків за якимось таємним планом уряду. Варіант — що лише конкретний вид авіаційного палива, JP-8, містить отруйний дибромід етилену і саме він лишає після згоряння хіміотраси. Іноді додається, що влада допускає це задля поширення хронічних захворювань і створення попиту на лікування. Часом говориться про поширення через хіміотраси заспокійливої речовини, або хімічних чи біологічних агентів, які пригнічують розмноження людей. Також — поширення вакцин без згоди населення.
Згідно з іншою версію літаки розпилюють речовину, яка відбиває сонячні промені з метою зменшувати глобальне потепління. Або хіміотраси є наслідком експериментів з керування погодою, пов'язаним з проєктом HAARP.

## Утворення

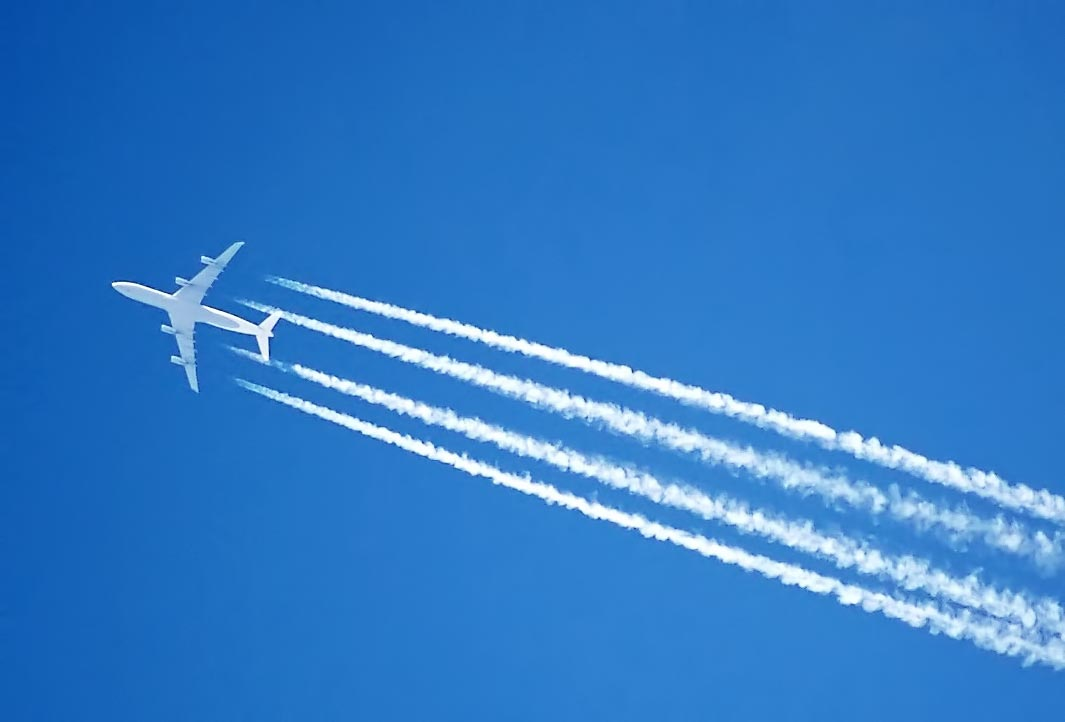
Конденсаційні сліди за літаком Airbus A340 над Лондоном

«Хіміотраси» — це замерзлий конденсат води, який лишається за двигунами чи крилами літаків. Для утворення помітного з землі сліду температура повітря навколо літака повинна бути доволі низькою (-40℃), як і тиск (338 гПа на висоті приблизно 7,5 км), а саме повітря — насиченим водяною парою. За низької вологості повітря кристали води розсіюються. За вищої вологості вони зберігаються і врешті-решт утворюють видимі сліди на великих ділянках неба. З цієї причини одні інверсійні сліди швидко зникають, а інші лишаються.
Іноді сліди набувають веселкового забарвлення. Це стається, якщо Сонце освітлює конденсаційний слід під низьким кутом, і відбувається дисперсія світла, як при утворенні веселки. При цьому розмір частинок льоду повинен бути однаковим. Веселковий слід найкраще помітний при спостереженні під прямим кутом.
ВПС США запевняють, що єдиний літак з розпилювачем, що стоїть у них на озброєнні, — C-130 Hercules.

## Історія

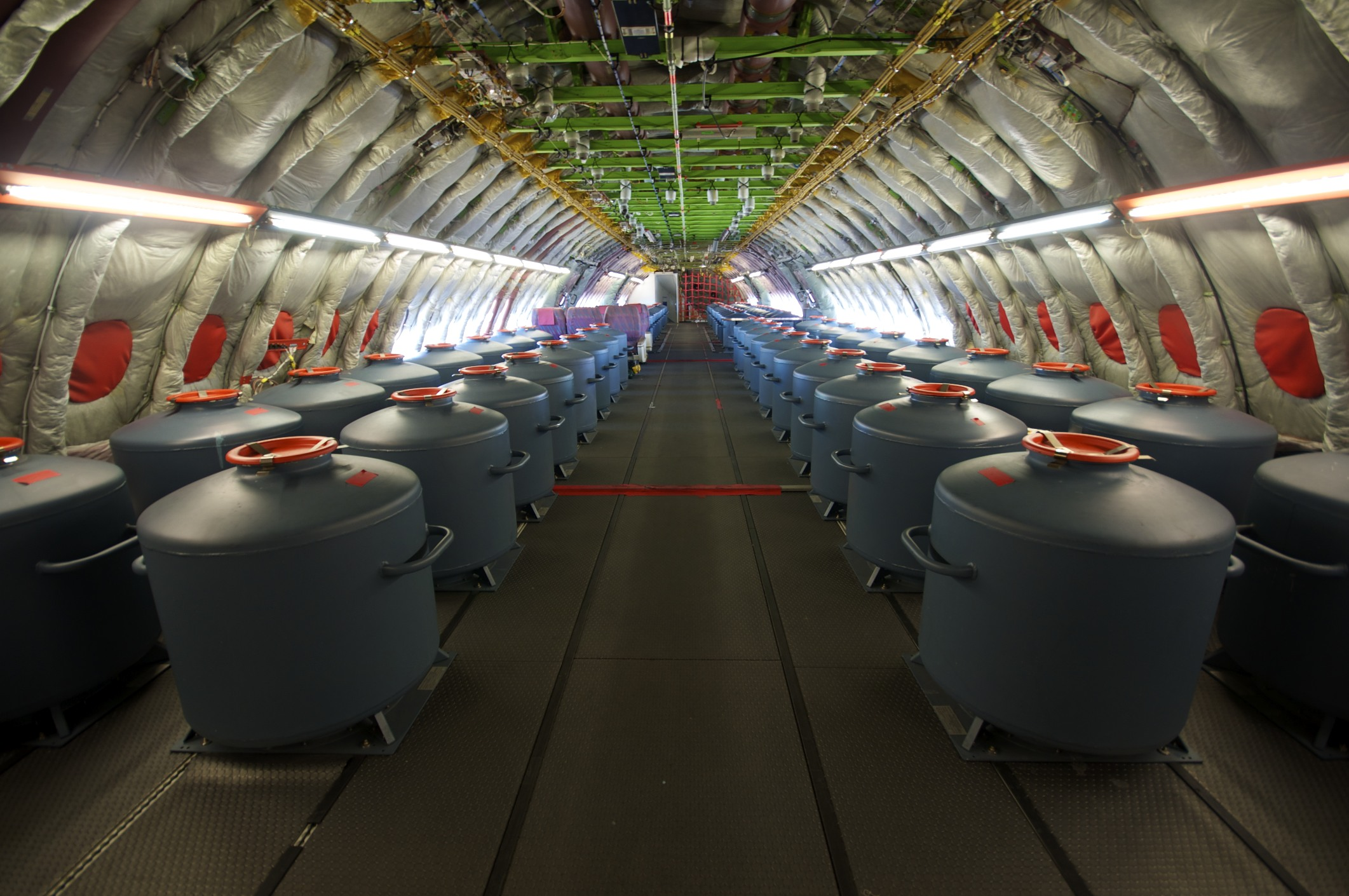
Імітатори ваги в салоні літака Airbus A380

Ідея про те, що уряди чи таємні сили періодично обприскують землю хімікатами з регулярних пасажирських рейсів, розвинулася в 1990-х роках. Спочатку її прихильники стверджували, що аерозолі, котрі містять барій, використовуються або для заспокоєння, або для зменшення чисельності населення. Частково думка про шкідливість інверсійних слідів спирається на американські та британські випробування 1950-1960-х років, коли вивчалися можливі наслідки застосування хімічної та біологічної зброї. Під час Холодної війни британський уряд здійснив понад 750 імітацій застосуванням хімічної зброї проти широкої громадськості. Для цього використовувався сульфід цинку-кадмію, частинки якого співрозмірні з мікробами і легко відстежуються, бо світяться під ультрафіолетовим світлом. США зробили те саме в 1950-х і 1960-х роках — використовуючи цю хімічну речовину як трасер з метою вивчення як могла б поширюватися біологічна зброя.
У 1996 році у ВПС США опублікували статтю «Weather as a Force Multiplier: Owning the Weather in 2025», яка пропонувала ідеї погодної зброї. Ця стаття і стала поштовхом до ідеї про хіміотраси.
Місцеве телебачення штату Луїзіана у 2007 році повідомило про картате небо і завищену концентрацію барію — 6,8 мільйонних частин (втричі вище ГДК). Згодом довелося взяти слова назад (концентрація виявилася в тисячу разів менше, 6,8 мільярдних частин) — попри те, заява вже поширилася.
Як доказ розпилення отрут часом наводяться фотографії бочок, встановлених у пасажирському салоні літака. Насправді призначення бочок полягає в імітації ваги пасажирів або вантажу. Бочки заповнені водою, і її можна перекачувати з бочки в бочку для перевірки різних центрів ваги під час польоту літака.
У 2019 хіміотрасам стали приписувати поширення Covid-19, розповсюдження вакцин, контроль свідомості, скорочення населення — для запровадження «нового світового ладу». Деякі люди закликали через Facebook та Telegram ставити миску з білим оцтом на вулиці, щоб очистити небо від «хімічних слідів». У 2021 році вірусним став пост у Facebook, де стверджувалося, що президент США Джо Байден «маніпулював» погодою за допомогою хіміотрас і спричинив тижневі заморозки в Техасі у лютому.
З поширенням отрут повітрям з літаків пов'язувався незвичайно багатий врожай грибів у Чехії 2024 року. Того ж року з'явилася видозміна теорії змови про комбайни, які розпилюють з землі пісок аби створити враження кліматичного лиха.
Опитування 2017 року показало, що близько 10 % американців вважають теорію змови про хіміотраси цілком правдивою, тоді як ще понад 30 % американців вважають її правдивою частково.

## Критика

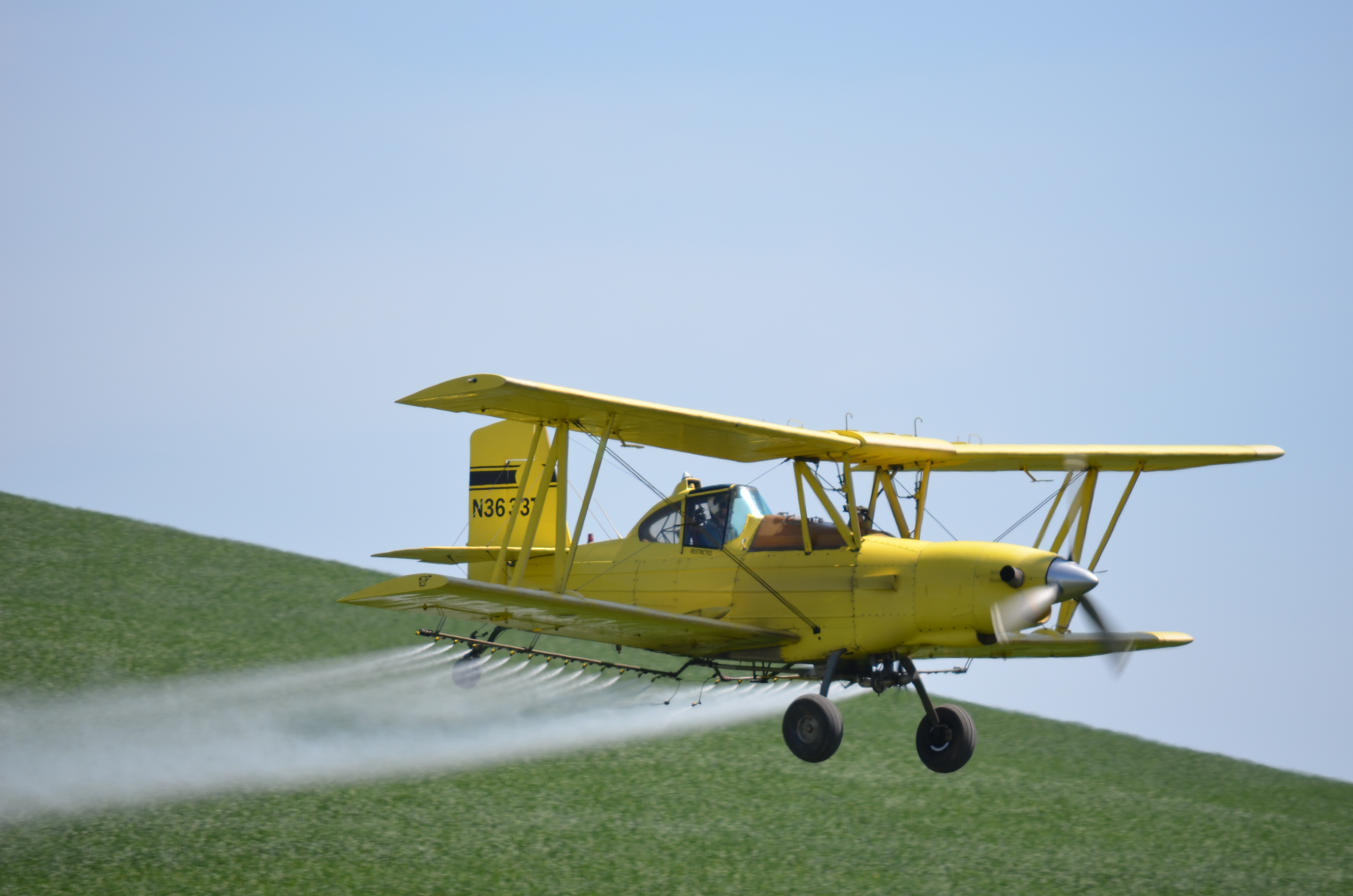
Справжнє розпилення отрут (пестицидів) відбувається з малої висоти

Зарубіжні та українські ЗМІ неодноразово публікували матеріали, що пояснюють безпечність конденсаційних слідів. Група дослідників впливу технологій на клімат з Гарвардського університету зробила висновок, що якби широкомасштабна кампанія з розприскування речовин існувала, то її мусили б підтримувати тисячі працівників, задіяні у виробництві, завантаженні та розпорошенні цих речовин. Тримати ці етапи змови в таємниці було б дуже складно.
Браян Даннінг, автор подкасту «Skeptoid» пояснював, що розпилення отрут з літака на висоті польоту комерційних рейсів було б неефективним, адже концентрація отрути просто стане замалою до того, як випаде на землю. Якщо ж вбачати в хіміотрасах боротьбу проти глобального потепління, то речовину слід було б розпилювати значно вище, де рух повітря не зруйнує штучні хмари надто швидко.
Роберт Тодд Керолл, автор «Словника скептика» зазначав, що з метою отруєння людей речовини потрібно було б розпилювати нижче і вночі, коли вітер слабший. Також скептик зазначив, що прихильники теорії змови не можуть пояснити які саме хвороби спричиняються хіміотрасами. Те, що інверсійних слідів побільшало за минулі десятиліття, пояснюється збільшенням кількості пасажирських рейсів, а не намаганнями якихось прихованих сил нашкодити населенню.